# Aranyfejű kvézál
Az aranyfejű kvézál (Pharomachrus auriceps) a madarak osztályába a trogonalakúak (Trogoniformes) rendjébe és a trogonfélék (Trogonidae) családjába  tartozó faj.

## Előfordulása
Venezuela, Kolumbia, Ecuador, Peru és Bolívia területén honos.
Az Andok magasan fekvő hegyvidéki erdeinek lakója.

## Megjelenése
Testhossza rendszerint 35 cm, súlya 160 gramm. A két ivar közötti nagyságbeli különbség nincs. A felnőtt hímek tollazata fénylő zöld, fejükön a tollak aranyszínűek, melyről a nevét is kapta a faj. Szárnya fekete, hasa vörös, csőre sárga. A nőstények színezete fakóbb, fejük szürke, csőrük fekete. Az ivari dimorfizmus azonban nem annyira kifejezett mint a közép-amerikai kvézálnál (Pharomachrus mocinno).
|  |

## Életmódja
Magányosan élő faj. Rovarokkal, gyümölcsökkel és békákkal táplálkozik.

## Szaporodása
A faj monogám párkapcsolatban él, de általában évenként új párt választ magának.
Általában rohadó fába vájja a fészkét, de a természetes mélyedéseket is kedveli. Hangyák vagy darazsak fészkét is felhasználja. Az ott talált lárvákat elfogyasztja. Fészekalja 2 fehér tojásból áll. A költés 2–3 hétig tart, a kirepülés 2–3,5 héttel később történik. A szülők teljesen egyformán ellátják a fiókákat.